# Бабин яр. Контекст
Бабин яр. Контекст відомий в міжнародному прокаті як Бабій Яр. Контекст (англ. Babi Yar. Context; рос. Бабий Яр. Контекст) — ко-продукційний документальний фільм 2021 року режисера Сергія Лозниці, знятий у ко-продукції Нідерландів та України.
Міжнародна прем'єра документальної стрічки відбулася 11 липня 2021 року у позаконкурсній програмі Special Screenings / Спеціальні покази Каннського кінофестивалю 2021. Українська прем'єра документальної стрічки відбулася 5 жовтня 2021 у рамках кінопоказу який організував приватний проєкт Меморіальний центр Голокосту «Бабин Яр» (МЦГБЯ).
Фільм продовжує цикл документальних картин Сергія Лозниці, присвячених радянській історії: «Подія» (Ленінград у дні путчу 1991 року), «Процес» (суд у справі Промпартії), «Державні похорони» (всенародне оплакування Сталіна). Фільм показує архівні відеоматеріали масових розстрілів киян у Бабиному Яру в Києві у часи II Світової війни а також архівні відеоматеріали інших подій, які режисер Сергій Лозниця вважав пов'язаними, як от вступ німецьких військ до Львова у 1941 році тощо; загалом події фільму розгортаються від 1941 по 1966 рік.
Стрічку було знято на замовлення приватного проєкту Меморіального центру Голокосту «Бабин Яр» (МЦГБЯ); художній керівник МЦГБЯ російський режисер Ілля Хржановський особисто прийняв приз – «Спеціальну згадку від журі „Золотого ока“» на Каннському кінофестивалі 2021.

## Синопсис
29-30 вересня 1941 року. Зондеркоммандо 4-тої Einsatzgruppe C, за сприяння двох батальйонів Південного полку поліції та Української допоміжної поліції, при повній відсутності будь-якого опору з боку місцевого населення, розстріляли на північному заході Києва в ущелині Бабин Яр 33 771 євреїв. Фільм відтворює історичний контекст цієї трагедії за допомогою архівних кадрів, що документують німецьку окупацію України та наступне десятиліття. Коли пам'ять перетворюється на забуття, коли минуле затьмарює майбутнє, лише голос кіно в змозі мовити істину.

## Творча команда
- Режисери: Сергій Лозниця
- Сценаристи: Сергій Лозниця
- Звукорежисери: Володимир Головницький
- Режисери монтажу: Сергій Лозниця, Томаш Вольський, Даніеліус Коканаускіс
- Продюсери: Ілля Хржановський,[1][2] Макс Яковер,[2] Сергій Лозниця, Марія Чустова-Бейкер

## Виробництво

### Задум та джерела фінансування
Режисер Сергій Лозниця спершу у 2019 році задумав зйомки художнього фільму про Бабин Яр й для цього зібрав чимало архівного відео про події у Бабиному Яру у період II Світової війни. Однак, фільмування проєкту художнього фільму Бабин Яр у 2020 році не вдалося  через пандемію COVID-19 та карантинні обмеження на фільмування й відповідно у 2020 році напрацьовані відео-матеріали були перетворені Лозницею на документальний фільм Бабин яр. Контекст. Фінансування створення фільму підтримало керівництво приватного проєкту Меморіального центру Голокосту «Бабин Яр» (МЦГБЯ); сама ідея створення документального фільму Бабин яр. Контекст належить художньому керівнику МЦГБЯ російському режисеру Іллі Хржановському, який запропонував Лозниці створити цей фільм на початку 2020 року.